# PSV 90 Dessau-Anhalt
Der Polizeisportverein 90 Dessau-Anhalt e. V. ist ein deutscher, im Jahr 1990 gegründeter, Sportverein mit Sitz in der sachsen-anhaltischen kreisfreien Stadt Dessau-Roßlau. 

Der Verein besteht aus den folgenden Abteilungen: Allkampfschule, Behindertensport, Boxen, Fitness Club Fantasy, Floorball, Fußball, MTB-Rennen, Reha- und Gesundheitssport, Rhönradturnen, Schwimmen, Spiel-, Sport- und Bewegungskindergarten, Sportschießen, ThaiKickBoxen, Trampolin, Turnen, Volleyball.

## Floorball
Der PSV Black Wolves Dessau ist ein deutscher Floorballverein mit Sitz in der sachsen-anhaltischen kreisfreien Stadt Dessau-Roßlau. Nach dem Aufstieg aus der Regionalliga im Jahr 2019 spielt die erste Herrenmannschaft durchgängig in der 2. Floorball Bundesliga Ost und ist weiterhin fester Bestandteil im Floorball Deutschland Pokal. Ab dem Jahr 2018 meldeten die Black Wolves des Weiteren eine zweite Herrenmannschaft in der Verbandsliga Ost Kleinfeld. Seit der Saison 2020/2021 ist diese auf dem Großfeld aktiv und stieg zu der Saison 2022/2023 in die Regionalliga auf. Im Juniorenbereich werden alle Spielklassen (U19 | U17 | U15 | U13 | U11 | U9) auf dem Groß- und Kleinfeld sowie Kleintor besetzt.

### Geschichte
Die Abteilung gründete sich am 6. November 1998 im Verein PSV 90 Dessau-Anhalt e. V. Noch unter dem damaligen Namen Unihockey wurden die ersten Schul-AGs ins Leben gerufen. Im Jahr 2000 erfolgte der erste Start im Ligabetrieb auf dem Kleinfeld. Nach einer mehrjährigen Spielbetriebspause gelang es im Jahr 2010 einem kleinen Kreis an ehemaligen Spielern die Mannschaft wieder ins Leben zu rufen. Mit der Saison 2010/2011 begann der Neuanfang und die organisatorische und personelle Neuausrichtung innerhalb der Abteilung. Der Wiedereinstieg in den Ligabetrieb endete mit einem 5. Platz. In der darauf folgenden Saison meldeten die Black Wolves neben dem Spielbetrieb auf dem Kleinfeld auch eine Mannschaft im Großfeld. Während auf dem Großfeld die Playoffs nicht erreicht wurden, konnte das Ziel im Kleinfeld realisiert werden. Nach mehreren guten Platzierungen bei Deutschen Meisterschaften in den Jugendklassen und dem Meistertitel mit der U17 auf dem Kleinfeld, war der Aufstieg in die 2. Floorball Bundesliga in der Saison 2018/2019 ein weiterer Meilenstein. Mit aktuell 229 aktiven Mitgliedern ist die Abteilung Floorball die Viertgrößte des PSV 90 Dessau.

#### Junioren
In der Saison 2012/2013 starteten die Black Wolves erstmals mit Junioren-Teams (U13 und U15) im Spielbetrieb. Bereits in der ersten Saison qualifizierte sich die U13 für die Deutsche Meisterschaft in Buntentor (Bremen) und belegte den fünften Platz. Ab dem Jahr 2016 war man konstant auf dem Großfeld im Spielbetrieb vertreten. In der aktuellen Saison stellt der PSV 90 Dessau neun Junioren-Teams im Spielbetrieb. Die sportlich besten Spieler der Black Wolves verstärken regelmäßig die U15 und U17 Landesauswahl Sachsen-Anhalts und sogar die U17 und U19-Nationalmannschaft. Ganze 17 Spieler schafften in der Historie bisher den Sprung in die Landesauswahl und trugen in dieser Zeit dazu bei, die U17 Trophy gegen die anderen Landesauswahlen vier Mal zu gewinnen. Sechs Spieler schafften den Sprung in die Nationalmannschaft, von denen zwei Spieler sogar zu einer Weltmeisterschaft fahren durften.

#### Der Weg in die 2. Floorball Bundesliga
Nach dem knapp verpassten Aufstieg in der Saison 2017/2018, erreichten die Black Wolves in der Saison 2018/2019 den zweiten Platz mit 12 Siegen aus 16 Spielen und traten in den Playoffs gegen die TSG Füchse an. Nach einem 2:7-Rückstand konnte die Partie im letzten Drittel in einen 9:8-Sieg für die Black Wolves gedreht werden. Zwar verlor man im anschließenden Playoff-Finale knapp gegen Wernigerode mit 6:3, zog aber dennoch ins Aufstiegsrennen für die 2. Bundesliga ein. In der Qualifikation zur Regionalligameisterschaft besiegten die Black Wolves den SSV Rapid deutlich mit 23:1. In der eigentlichen Regionalligameisterschaft, gewann man gegen die Sportvereinigung Feuerbach souverän mit 8:1. Mit dem abschließenden 5:8-Erfolg gegen den SC Potsdam, stiegen die Black Wolves in die 2. Floorball Bundesliga Süd/Ost auf.

### Erste Herrenmannschaft
| Pos.        | Nr. | Nat.        | Name                | Geburtstag | im Verein seit | vorheriger Verein          |
| ----------- | --- | ----------- | ------------------- | ---------- | -------------- | -------------------------- |
| Torwart     | 01  | Deutschland | Oliver Simontowski  | 04.02.2001 | 01.10.2009     | -                          |
| Torwart     | 77  | Deutschland | Linus Ilgner        | 02.12.1998 | 01.02.2016     | -                          |
| Torwart     | 77  | Deutschland | Phil Opitz          | 13.02.2009 | 01.11.2018     | -                          |
| Verteidiger | 17  | Deutschland | Philipp Neubauer    | 30.10.1992 | 01.08.2014     | Floorball Tigers Magdeburg |
| Verteidiger | 19  | Deutschland | Florian Hannes      | 27.10.2005 | 01.10.2014     | -                          |
| Verteidiger | 23  | Deutschland | Philip Schulnies    | 25.08.2003 | 01.10.2011     | -                          |
| Verteidiger | 27  | Deutschland | Maurice Tobegen     | 20.07.2006 | 01.10.2014     | -                          |
| Verteidiger | 91  | Deutschland | Martin Klein        | 24.03.2006 | 01.11.2017     | -                          |
| Verteidiger | 92  | Deutschland | Jonas Balzer        | 18.10.2005 | 01.10.2013     | -                          |
| Verteidiger | 99  | Deutschland | Benjamin Ehrhardt   | 01.02.1992 | 01.08.2019     | Floorball Tigers Magdeburg |
| Center      | 10  | Deutschland | Jeremy Beil         | 10.07.2000 | 01.10.2009     | -                          |
| Center      | 13  | Deutschland | Luc Gentzsch        | 24.07.2002 | 01.08.2017     | Black Lions Landsberg      |
| Center      | 90  | Deutschland | Lennox Düben        | 16.07.2008 | 01.09.2012     | -                          |
| Center      | 97  | Deutschland | Luca Winter [A]     | 09.01.2006 | 01.11.2015     | -                          |
| Stürmer     | 11  | Deutschland | Justin Düben [K]    | 16.02.2000 | 01.10.2009     | -                          |
| Stürmer     | 15  | Deutschland | Maxim Compera       | 12.01.2007 | 01.01.2019     | Red Devils Wernigerode     |
| Stürmer     | 16  | Deutschland | Joris Kläring       | 08.07.2007 | 01.11.2015     | -                          |
| Stürmer     | 22  | Deutschland | Carlo Evan Gentzsch | 24.09.2001 | 01.08.2017     | Black Lions Landsberg      |
| Stürmer     | 24  | Deutschland | Loris Gentzsch      | 24.07.2002 | 01.08.2017     | Black Lions Landsberg      |
| Stürmer     | 24  | Deutschland | Jan Günther         | 27.10.2009 | 01.06.2017     | -                          |
| Stürmer     | 37  | Deutschland | Lenny Merten        | 03.07.2005 | 01.10.2014     | -                          |
| Stürmer     | 93  | Deutschland | Christian Hoffmann  | 20.07.1993 | 01.09.2020     | Floorball Tigers Magdeburg |
| Stürmer     | 95  | Deutschland | Adrian Böschel      | 02.08.2002 | 01.10.2022     | -                          |

| Saison    | Spielbetrieb (Spielklasse) | Pl. | Sp. | S  | U | N  | SDS | SDN | T   | GT  | TD   | Pkt. | Playoffs      |
| --------- | -------------------------- | --- | --- | -- | - | -- | --- | --- | --- | --- | ---- | ---- | ------------- |
| 2011/2012 | Regionalliga Ost (III)     | 7.  | 12  | 1  | 0 | 10 | 0   | 1   | 56  | 121 | − 65 | 4    | Nein          |
| 2014/2015 | Regionalliga Ost (III)     | 6.  | 12  | 2  | 0 | 10 | 0   | 0   | 31  | 117 | − 86 | 6    | Nein          |
| 2016/2017 | Verbandsliga Ost (IV)      | 2.  | 12  | 9  | 0 | 2  | 0   | 1   | 126 | 52  | + 74 | 28   | 1.            |
| 2017/2018 | Regionalliga Ost (III)     | 4.  | 14  | 10 | 0 | 3  | 1   | 0   | 122 | 56  | + 66 | 32   | 4.            |
| 2018/2019 | Regionalliga Ost (III)     | 2.  | 16  | 11 | 0 | 4  | 1   | 0   | 135 | 82  | + 53 | 35   | 2.            |
| 2019/2020 | 2. Bundesliga Süd/Ost (II) | 4.  | 13  | 8  | 0 | 4  | 1   | 0   | 104 | 72  | + 32 | 26   | Nein          |
| 2020/2021 | 2. Bundesliga Ost (II)     | 5.  | 3   | 1  | 0 | 2  | 0   | 0   | 16  | 31  | − 15 | 3    | Nein          |
| 2021/2022 | 2. Bundesliga Ost (II)     | 3.  | 12  | 5  | 1 | 5  | 1   | 0   | 83  | 68  | + 15 | 18   | Viertelfinale |
| 2022/2023 | 2. Bundesliga Ost (II)     | 1.  | 10  | 5  | 0 | 2  | 3   | 0   | 92  | 51  | + 41 | 21   | Halbfinale    |
| 2023/2024 | 2. Bundesliga Ost (II)     | 2.  | 12  | 7  | 0 | 4  | 0   | 1   | 66  | 57  | + 9  | 22   | Viertelfinale |
| 2024/2025 | 2. Bundesliga Süd/Ost (II) | 3.  | 18  | 13 | 0 | 4  | 1   | 0   | 158 | 93  | + 65 | 41   | Nein          |

| Saison    | 1. Runde                    | 2. Runde                                | 3. Runde                    | Achtelfinale               |
| --------- | --------------------------- | --------------------------------------- | --------------------------- | -------------------------- |
| 2015/2016 | Berliner Floorball Club 3:4 | Kieler Floorball Klub 1:7               |                             |                            |
| 2016/2017 | Freilos                     | TSV Lesum-Burgdamm 5:0 (forfait)        | USV Halle Saalebiber 4:5    |                            |
| 2017/2018 | Freilos                     | MFBC Schkeuditz 9:6                     | ETV Piranhhas 2 14:4        | SSF Dragons Bonn 5:7       |
| 2018/2019 | Freilos                     | Red Devils Wernigerode 6:15             |                             |                            |
| 2019/2020 | Freilos                     | Red Devils Wernigerode 7:9              |                             |                            |
| 2020/2021 | TSG Füchse Quedlinburg 8:5  |                                         |                             |                            |
| 2021/2022 | UC Braunschweig 4:15        | SG TSV Tetenbüll / SV Hemmingstedt 1:11 | Baltic Storms 11:4          | DJK Holzbüttgen 14:1       |
| 2022/2023 | Freilos                     | Floorball Tigers Magdeburg 4:9          | DJK Holzbüttgen 5:11        |                            |
| 2023/2024 | MTV Mittelnkirchen 7:8      | SG TSV Rangsdorf / RSV Mellensee 0:17   | Floor Fighters Chemnitz 8:3 |                            |
| 2024/2025 | TSG Füchse Quedlinburg 3:11 | SSF Dragons Bonn II 5:3                 | Hannover 96 14:4            | ETV Piranhhas Hamburg 6:19 |

| Spiel    | Sp. | S  | U | N | SDS | SDN | T   | GT  | TD   | Pkt. |
| -------- | --- | -- | - | - | --- | --- | --- | --- | ---- | ---- |
| Heim     | 12  | 6  | 0 | 6 | 0   | 0   | 76  | 74  | ± 2  | 18   |
| Auswärts | 9   | 6  | 0 | 3 | 0   | 0   | 80  | 49  | + 31 | 18   |
| Gesamt   | 21  | 12 | 0 | 9 | 0   | 0   | 156 | 123 | + 31 | 36   |

### Erfolge
Zu den sportlich größten Erfolgen im Jugendbereich zählen die vier Teilnahmen bei den Deutschen Meisterschaften (2013, 2015, 2016 und 2017). Mit dem Gewinn im Jahr 2017 konnten sich die Black Wolves in der Altersklasse U17 auf dem Kleinfeld erstmals Deutscher Meister nennen. Aufgrund des Titels bekam die Abteilung die Auszeichnung Leistungsstützpunkt in Sachsen-Anhalt verliehen, welche durch weitere erfüllte Kriterien bis heute Bestand hat. Im Herrenbereich ist mit dem Aufstieg aus der Regionalliga in die 2. Floorball Bundesliga im Jahr 2019 der bisher größte Erfolg zu verzeichnen. Nicht unerwähnt sollte die erfolgreiche Ausrichtung des final4 Turniers, die Endrunde des Pokalwettbewerb im deutschen Floorball, in der Saison 2016/2017 bleiben. Die Veranstaltung stellte zum damaligen Zeitpunkt einen neuen Zuschauerrekord auf.
| Team         | Mitteldeutsche | Ostdeutsche | Deutsche |
| ------------ | --- | --- | --- |
| Herren       | 2016 Meister (KF) 2024 Meister (KF) | 2016 Meister (KF) | 2016 8. Platz (KF) |
| U19 Junioren | 2023 Vizemeister (GF) 2024 Meister (GF) | | |
| U17 Junioren | 2016 Meister (KF) 2017 Meister (KF) 2022 Vizemeister (GF) 2022 Vizemeister (KF) 2023 Meister (GF) 2023 Meister (KF) 2024 Vizemeister (GF) 2024 Vizemeister (KF) | 2016 Meister (KF) 2017 Meister (KF) 2022 Vizemeister (GF) 2022 Vizemeister (KF) 2023 Meister (GF) 2023 Meister (KF) 2024 Vizemeister (GF) 2024 Vizemeister (KF) | 2016 7. Platz (KF) 2017 Meister (KF) 2022 3. Platz (KF) 2023 3. Platz (GF) 2023 Vizemeister (KF) 2024 Vizemeister (KF) |
| U15 Junioren | 2015 Meister (KF) 2022 Meister (KF) | 2015 Meister (KF) | 2015 3. Platz (KF) |
| U13 Junioren | 2013 Vizemeister (KF) 2019 Vizemeister (KF) 2019 Meister (GF) 2023 Vizemeister (GF) 2023 Vizemeister (KF) 2024 Meister (GF) 2024 Meister (KF)                   | 2013 Vizemeister (KF) 2024 Vizemeister (KF) | 2013 5. Platz (KF) 2024 Meister (KF)                                                                                   |
| U11 Junioren | 2017 Vizemeister (KT) 2022 Vizemeister (KF) 2023 Meister (KF)                                                                                                   | | |
| U9 Junioren  | 2022 Meister (KT) | | |

## Weitere Abteilungen
Der PSV 90 Dessau hat derzeit 16 verschiedene Abteilungen.

### Fußball
In der Fußball-Abteilung nimmt der Verein derzeit nur im Jugendbereich am Spielbetrieb teil.

### Volleyball
Die Volleyball-Abteilung hatte ihren Start zur Saison 2014/15 als Bündelung aller Aktivitäten der Sportart innerhalb der Stadt. In Wettbewerben treten die Mannschaften darum unter dem Namen Dessau Volleys auf. Ab der Saison 2020/21 spielte die Männermannschaft erstmals in der dritten Liga. 2023 stiegen die Männer in die 2. Bundesliga Nord auf. Die Frauenmannschaft spielt derweil in der Landesklasse.